# Leif Rogstad
Leif Gunnar Rogstad, född 13 juli 1933 i Uddevalla, död 5 maj 2020 i Eskilstuna Fors distrikt, var en svensk kontorist och målare.
Han var son till bankkamreren Rolf Rogstad och Rut Andersson. Rogstad studerade målning under sommarkurser vid Gerlesborgsskolan i Bohuslän och under självstudier på resor till Norge. Tillsammans med Edel och Arne Öhnell debuterade han i en utställning i Bengtsfors 1959 och har därefter medverkat i ett stort antal utställningar bland annat på Konstnärsgården i Strömstad och på Form och Färg verkstaden i Eskilstuna. Dokumentärfilmen Mot enkelhet visar delar av Rogstads liv och konst. Hans konst består av stilleben och landskap utförda i olja.